# Le Claps
Le Claps (de l'occitan clap ou clapas, « bloc de rocher ») est un site qui se trouve à deux kilomètres au sud  du village de Luc-en-Diois, dans le département de la Drôme. 

## Géographie
C’est un site né de l'écroulement d'un flanc de montagne du pic de Luc. Il s'y est développé des activités de loisirs (détente et baignade). Il s'agit également d'un site privilégié par les amateurs d'escalade, puisqu'on y trouve de nombreuses voies équipées, ainsi qu'une via ferrata.

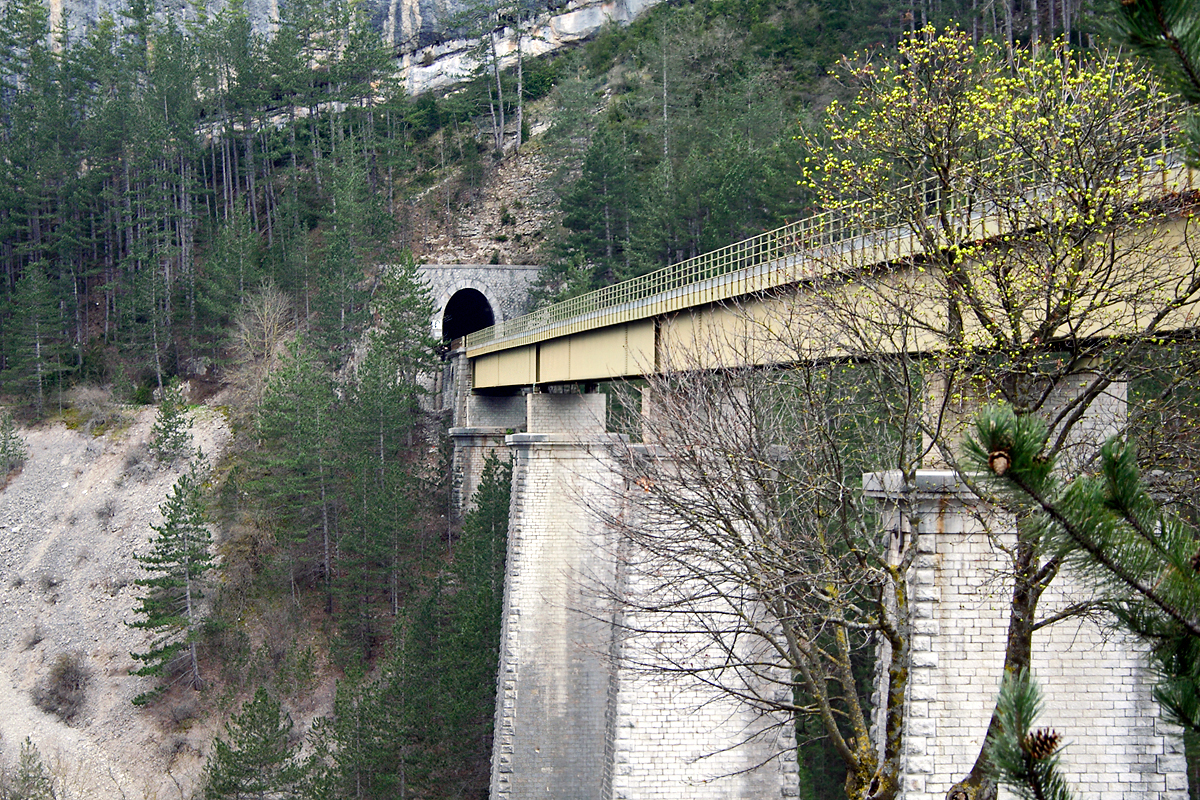
Viaduc du Claps.
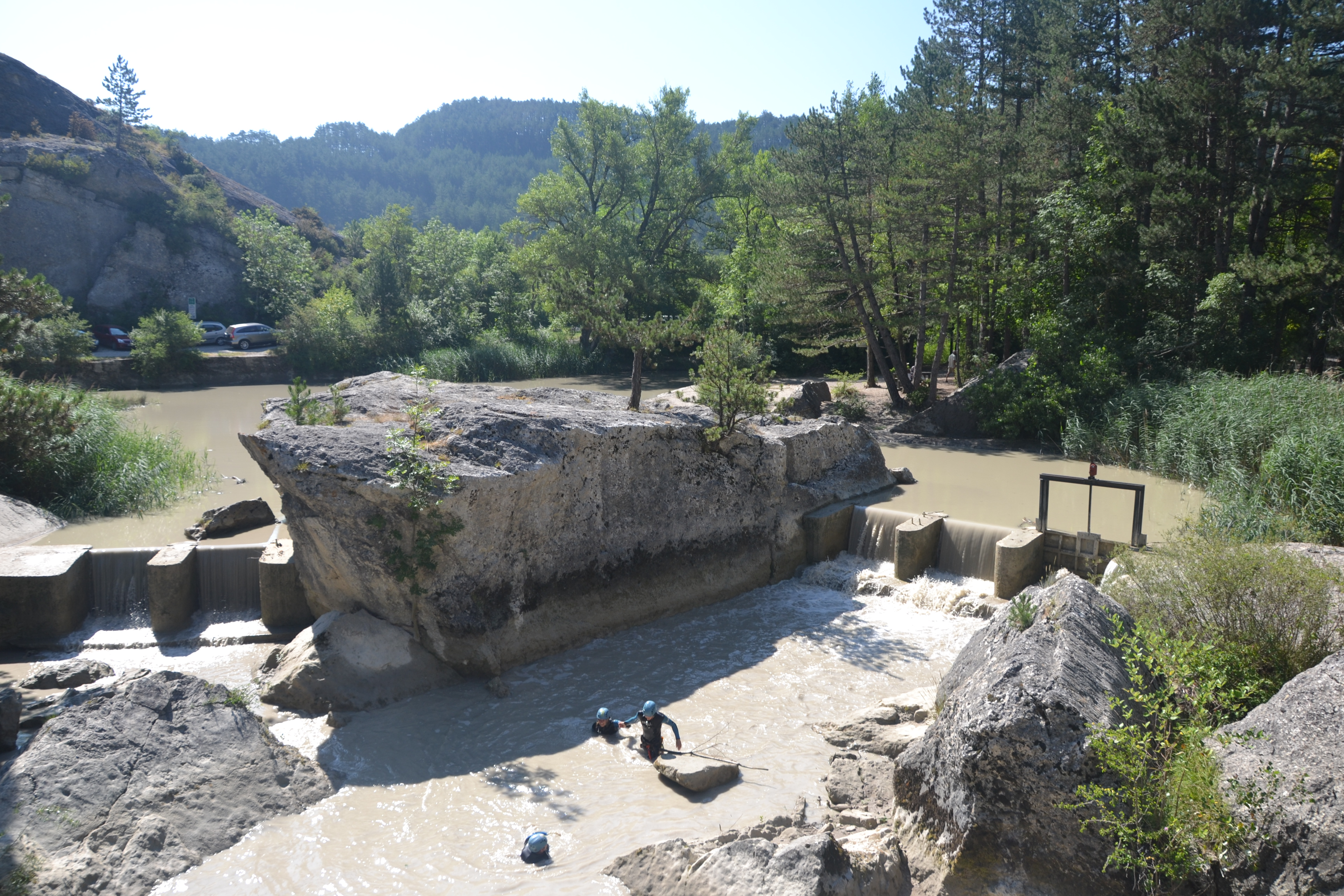
La Drôme au Claps.
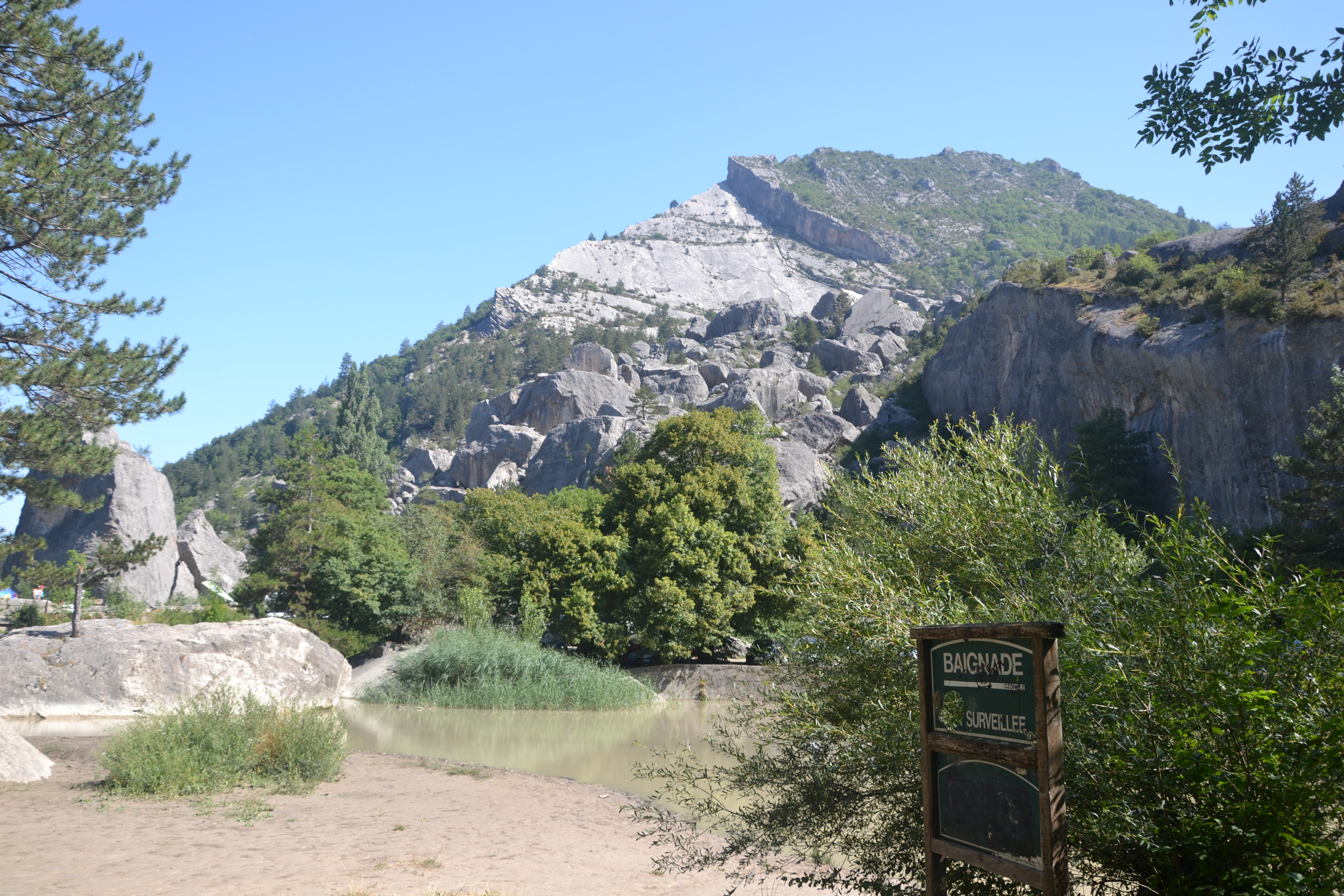
Pic de Luc.
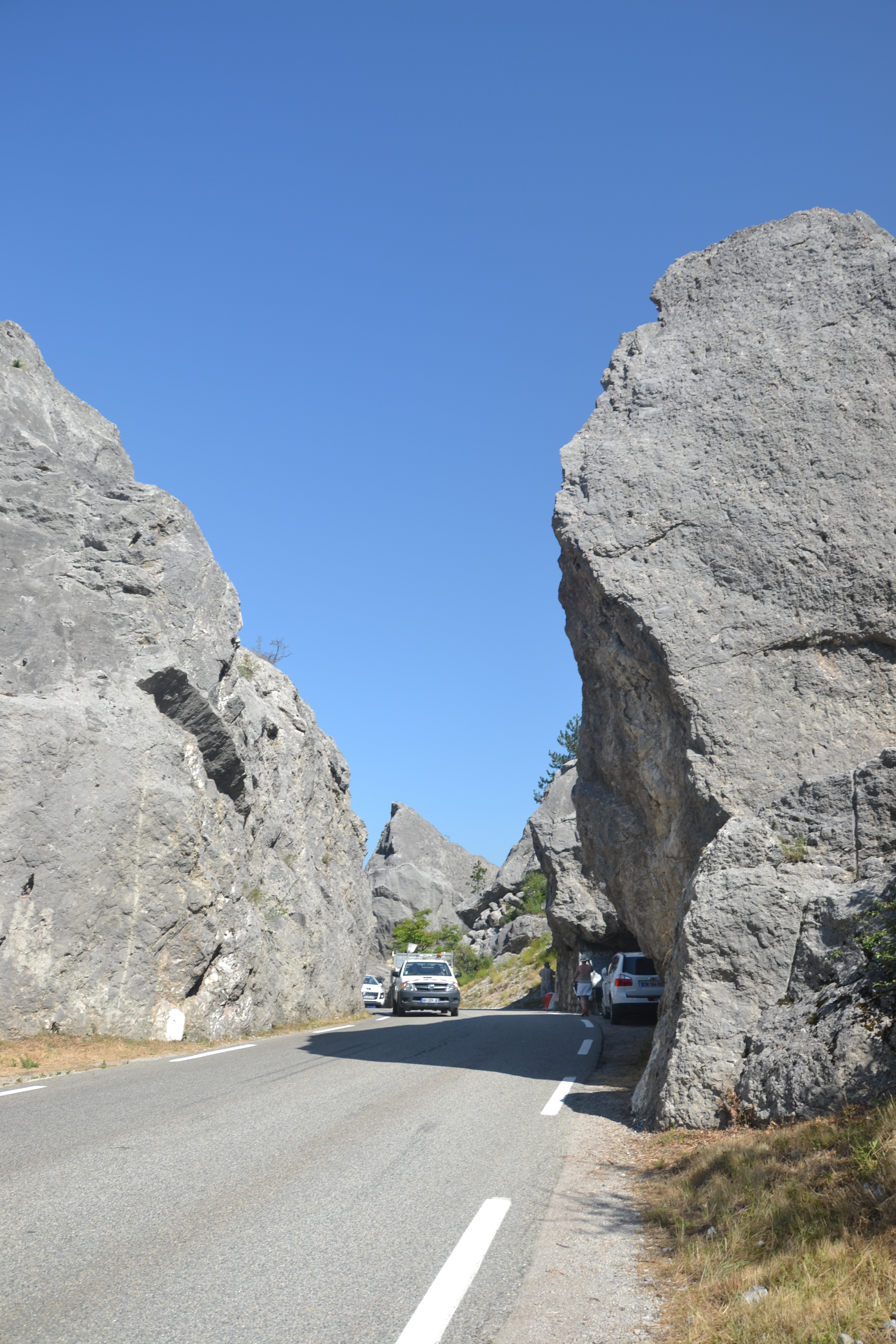
Rocher du Claps au Luc en Diois.
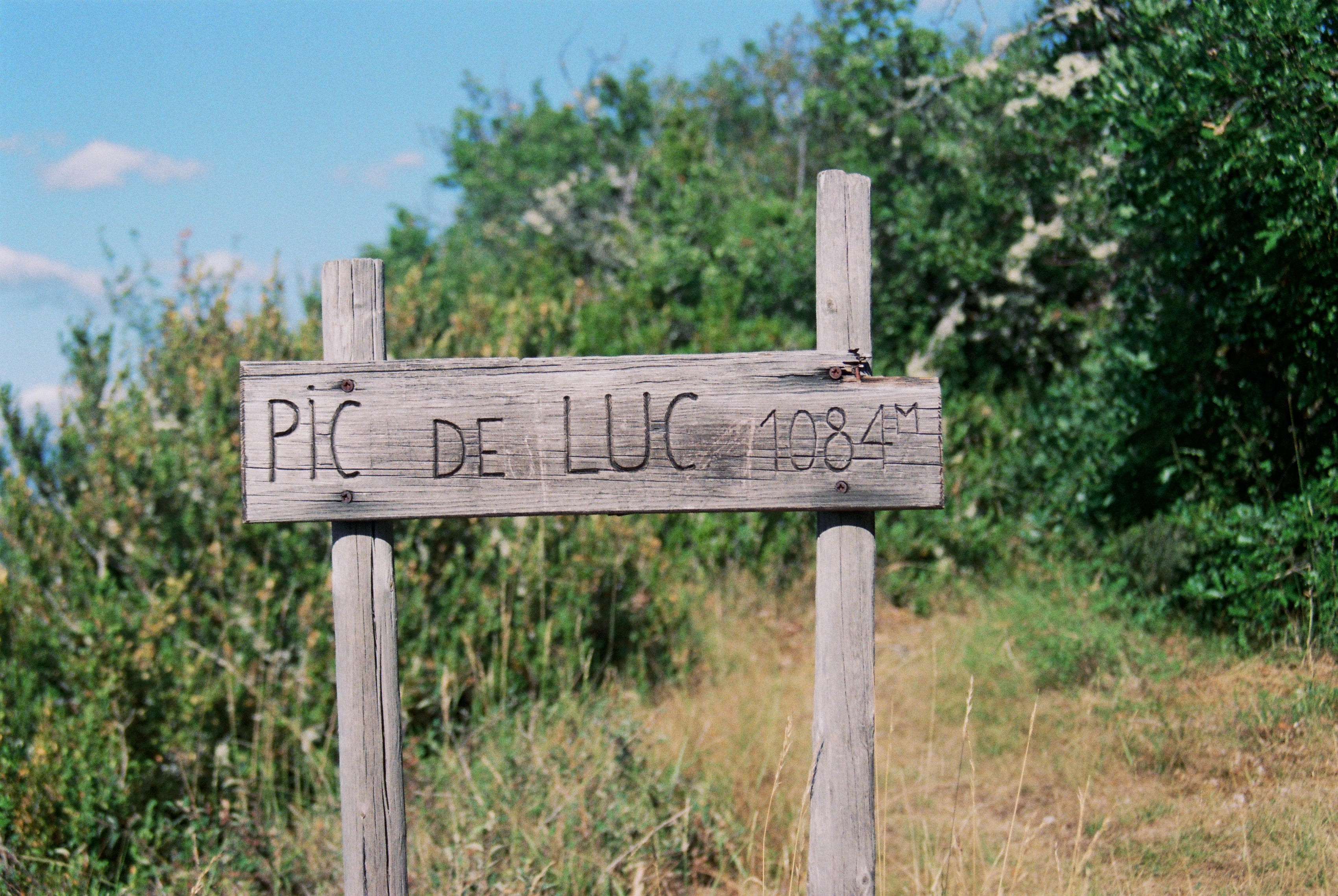
Panneau signalant l'arrivée au sommet du Pic de Luc, à Luc en Diois dans la Drôme.
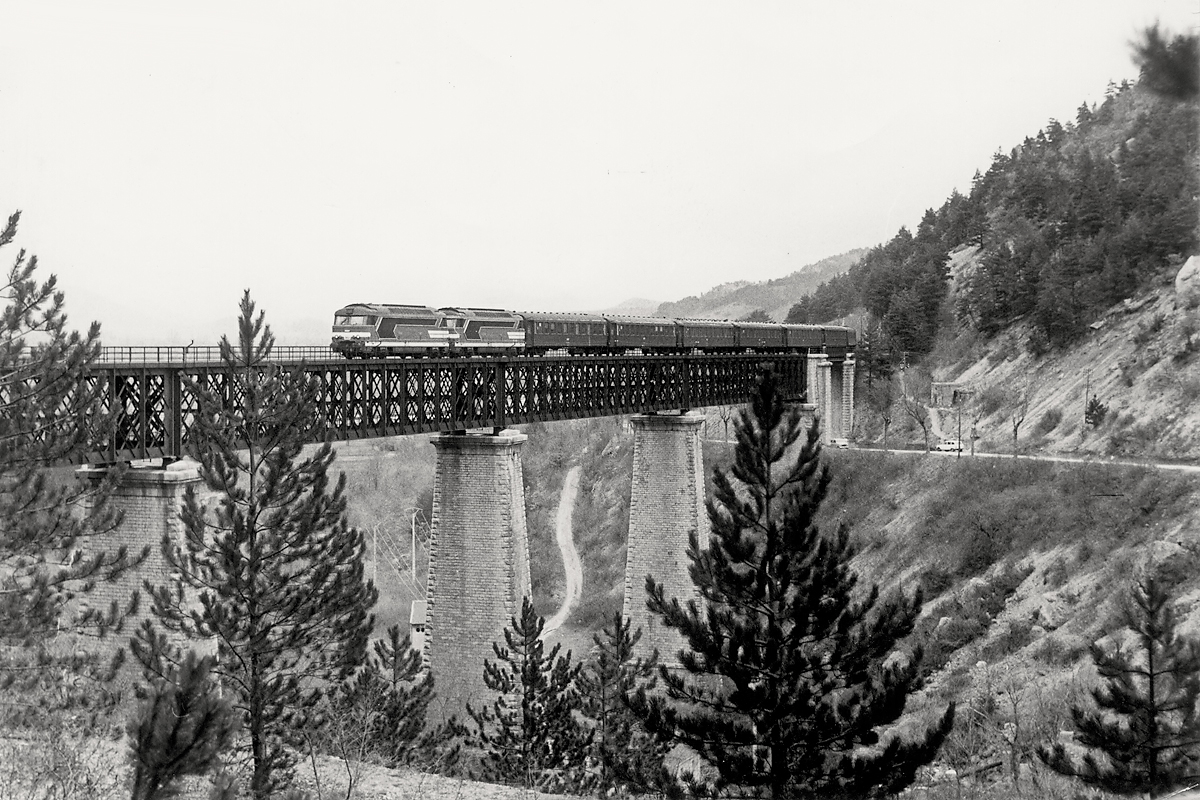

## Histoire
En 1442, une assise se détacha du flanc sud du pic de Luc (au-dessus de Luc-en-Diois). En glissant, elle vint heurter en aval un éperon calcaire. Cette masse rocheuse se divisa, se brisa en blocs énormes et barra la Drôme en deux points. Ainsi se forma en amont le Grand Lac (5 km de long environ, 300 hectares de surface) et en aval, le Petit Lac (6 hectares).

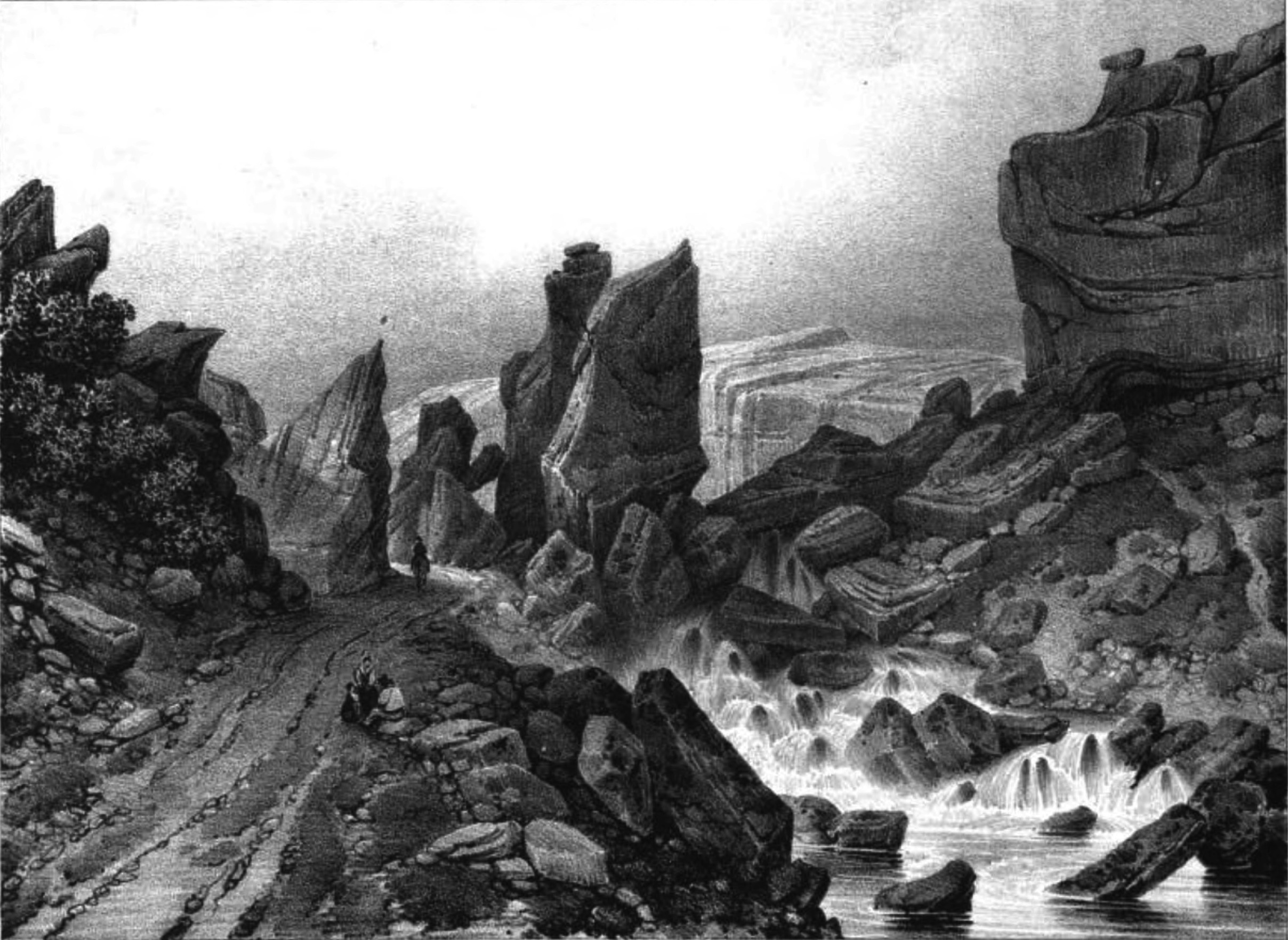
Le Claps de Luc au XIXe siècle par Alexandre Debelle (1805-1897).

Le lac a son histoire : il donna lieu à des conflits entre seigneurs et riverains. Il devint en 1561, la propriété des Chartreux de Durbon qui en firent une réserve de poissons pour leur monastère, mais eurent quelques peines à le défendre des maraudeurs. Il fallut l'intervention du Parlement de Grenoble puis de Louis XIV lui-même. Finalement, par crainte de maléfices au niveau des rives marécageuses et des problèmes d'insalubrité firent envisager en 1753 son assèchement. Mais des rivalités engendrèrent de nouveaux procès et retardèrent les travaux jusqu'en 1788... Et ce fut après la Révolution, en 1804,  que sera percée la roche par où s'écoulent les eaux du « saut de la Drôme » . 
La nécessité d'éviter Le Claps lors de la construction de la ligne de chemin de fer du « Briançonnais » (Valence - Briançon) au début du XXe siècle, a également valu au site un viaduc, long de 244 m et de 44 m de hauteur, dont le tablier métallique a été entièrement reconstruit.
Ainsi cet éboulement qui en son temps fut ressenti comme une catastrophe et donna lieu par la suite à d'incessantes mésententes locales est devenu aujourd'hui un « site classé », cher aux habitants du Diois, et une des curiosités du Dauphiné.

## Légende
Selon une légende, l’ancienne ville de Luc aurait disparu sous les eaux du Petit Lac. Un témoin Aymar du Rivail, affirma avoir visité les lieux en 1553 (près de cent ans après l'éboulement) et avoir vu émerger de l'eau les restes de constructions importantes. Mais outre que le récit comporte des invraisemblances, on a la preuve aujourd'hui grâce à des historiens que l’actuel site de Luc est, selon toute vraisemblance, celui de l’antique Lucus voconce, et donc qu'il n'a pas été englouti par les eaux .
Toutefois, en 2002 une archéologue a révélé l'existence d'une ordonnance du Dauphin, futur Louis XI, datée de 1451, accordant une réduction fiscale aux habitants de Luc et de six lieux voisins en raison des dommages causés à leurs habitations par l'inondation de la Drôme et de la nécessité de reconstruire ces habitations. Par ailleurs, cette archéologue dément la mauvaise réputation d'Aymar du Rivail et affirme qu'il s'agit d'un auteur fiable. Du château dont Aymar du Rivail fait la description en 1533, il reste aujourd'hui des vestiges, notamment un escalier.
Un essai de Jules Chevalier cite et transcrit de façon complète l'ordonnance delphinale ainsi que la description donnée par Aymar du Rivail. Il ajoute que « [...] la tradition constante du pays parle d'un déplacement de la ville ; de plus, le bourg actuel ne renferme absolument aucune construction qui rappelle le Moyen Âge féodal. »

## Sport
Le site du Claps est connu pour sa pratique de l'escalade, il a pour nom le « Chaos du Claps » et comporte des voies typées couenne, une via ferrata et une grande voie ainsi que du bloc entre les rochers. C'est également un endroit de départ pour le canyoning ainsi qu'un endroit propice à la randonnée.
Le site du Chaos est accessible au débutant et au confirmé, il comptabilise une cinquantaine de voies du 3b au 7a avec une grande voie qui a pour nom « la grande dalle du Claps » d'une hauteur de 280 m intéressante pour commencer la pratique de l'escalade en grande voie car elle demande un niveau n'allant pas au delà du 5b. Il est par ailleurs possible de prendre un chemin pour redescendre le long de la dalle après l'avoir fini ce qui rend le rappel optionnel. Le rocher est surtout calcaire et les voies sont sur des dalles avec des prises de type réglette.
La via ferrata quant à elle est aussi un bon moyen de s'initier à la pratique. Elle est située sur la montagne qui fait face au pic de Luc et alterne quelques murs, de grandes vires et des traversées de dalles.